# Seu de Faro
La Seu de Faro, també coneguda com a Església de la Seu o Església de Santa Maria, és un dels edificis històrics més importants de Faro, a l'Algarve, a Portugal. és a la plaça de la Seu, en ple centre històric, i està classificada com a Immoble d'Interés Públic. És la seu de la diòcesi de l'Algarve.

## Història
Segons la tradició, sense evidència arqueològica, l'Església de Santa Maria de Faro s'alçà damunt els fonaments d'una basílica paleocristiana i una mesquita. L'edifici actual es començà al 1251, dos anys després de la conquesta cristiana del poble, per ordre de l'arquebisbe de Braga João Viegas. El 1271 aquest temple es donà a l'Orde de Sâo Tiago, en recompensa pels serveis prestats en la presa de la població als àrabs.(1)

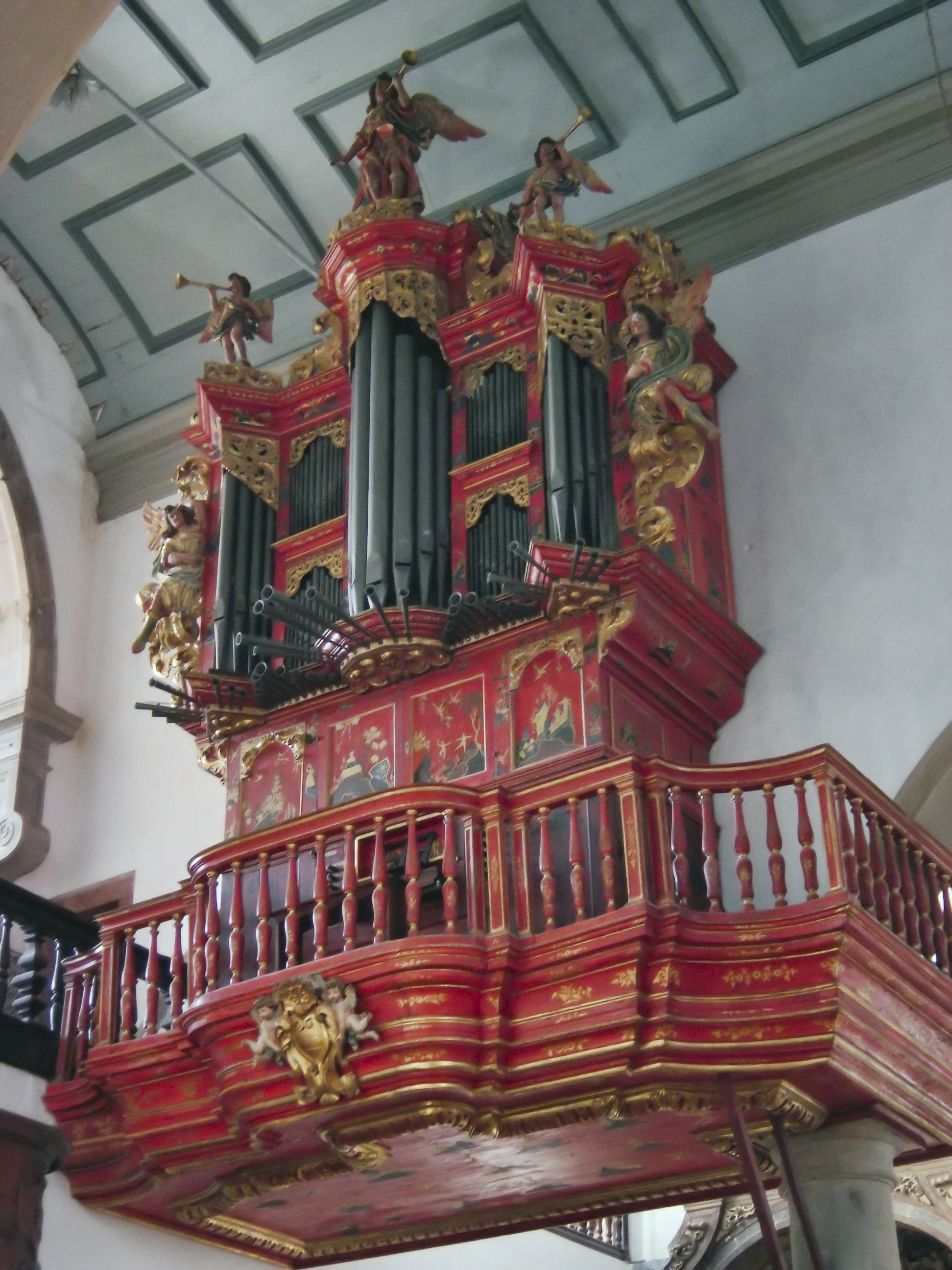
Orgue de la Seu de Faro

Aquest primer temple era probablement molt petit i s'amplià a partir del 1321, durant el regnat de Dionís I (1279-1325). Al segle xv va ser reformulat, i daten d'aquesta època els elements medievals de l'església que hi subsisteixen, com ara la torre de la façana, el portal principal i les capelles del transsepte.(1)(2)
El 1577, l'església de Santa Maria fou ascendida a seu episcopal de la diòcesi de l'Algarve, i substituí així a Silves. Alguns anys després (1596), la ciutat i la Seu foren saquejades i incendiades per les tropes angleses de Robert Devereux, 2n comte d'Essex. Només les capelles de la capçalera, la torre de la façana i les parets de la nau restaren de peus.(2)
La Seu fou reconstruïda amb ajut de Felip II de Castella, quan les arcades gòtiques de la nau se substituïren per columnes toscanes.(1) Les capelles antigues se'n mantingueren, però l'absis el reconstruí al voltant de 1640 el bisbe Francisco Barreto I, el blasó del qual és a l'arc triomfal de la capella.(2) El retaule d'aquesta capella, d'estil manierista i decorat amb pintures, es construí entre 1642 i 1643.(2) Les dues capelles de la capçalera que flanquegen l'absis també es reconstruïren en el segle xvii. Només les capelles dels braços del transsepte romanen gòtiques fins ara.(1)
La Seu fou enriquida al llarg dels segles XVII i XVIII amb talla daurada i panells de taulellets, i amb l'orgue construït al voltant de 1715. Aquest instrument, atribuït tradicionalment al fabricant alemany Arp Schnitger, es construí a Lisboa pel també alemany Johann Heinrich Hulenkampf (João Fernandes Hulencampo), deixeble de Schnitger radicat a Portugal des del 1701. L'instrument fou decorat amb pintures xineses el 1751 per un artista de Tavira, Francisco Correia da Silva.(2) Un orgue idèntic al de la Seu de Faro s'envià a la Seu de Mariana, al Brasil colonial, per ordre de Joan V, al voltant del 1750.(4)

Els terratrèmols de 1722 i 1755 afectaren l'edifici i se n'hagueren de fer obres. Des d'aquesta època la Seu ha sofert poques modificacions.(2)

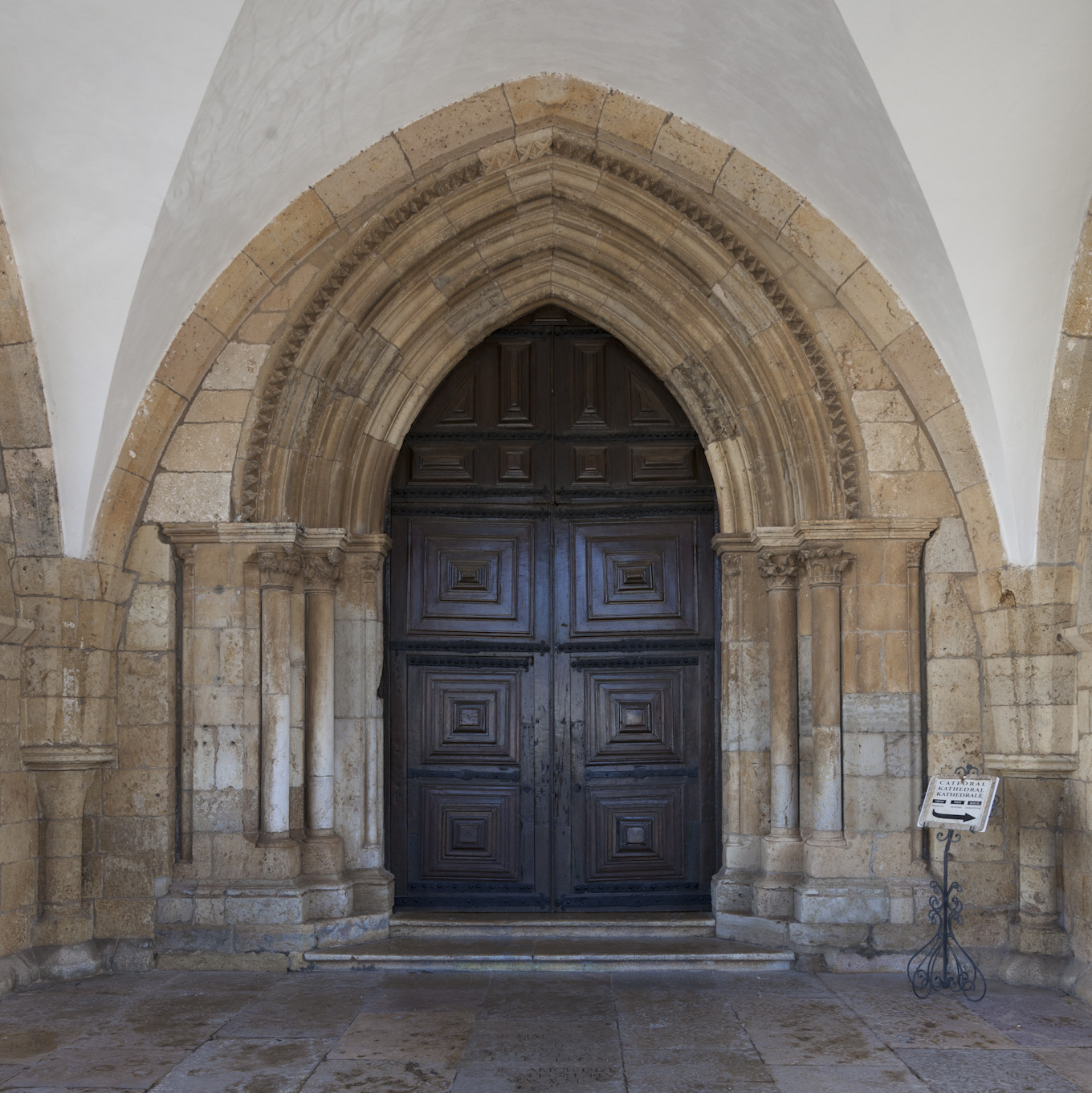
Portada gòtica
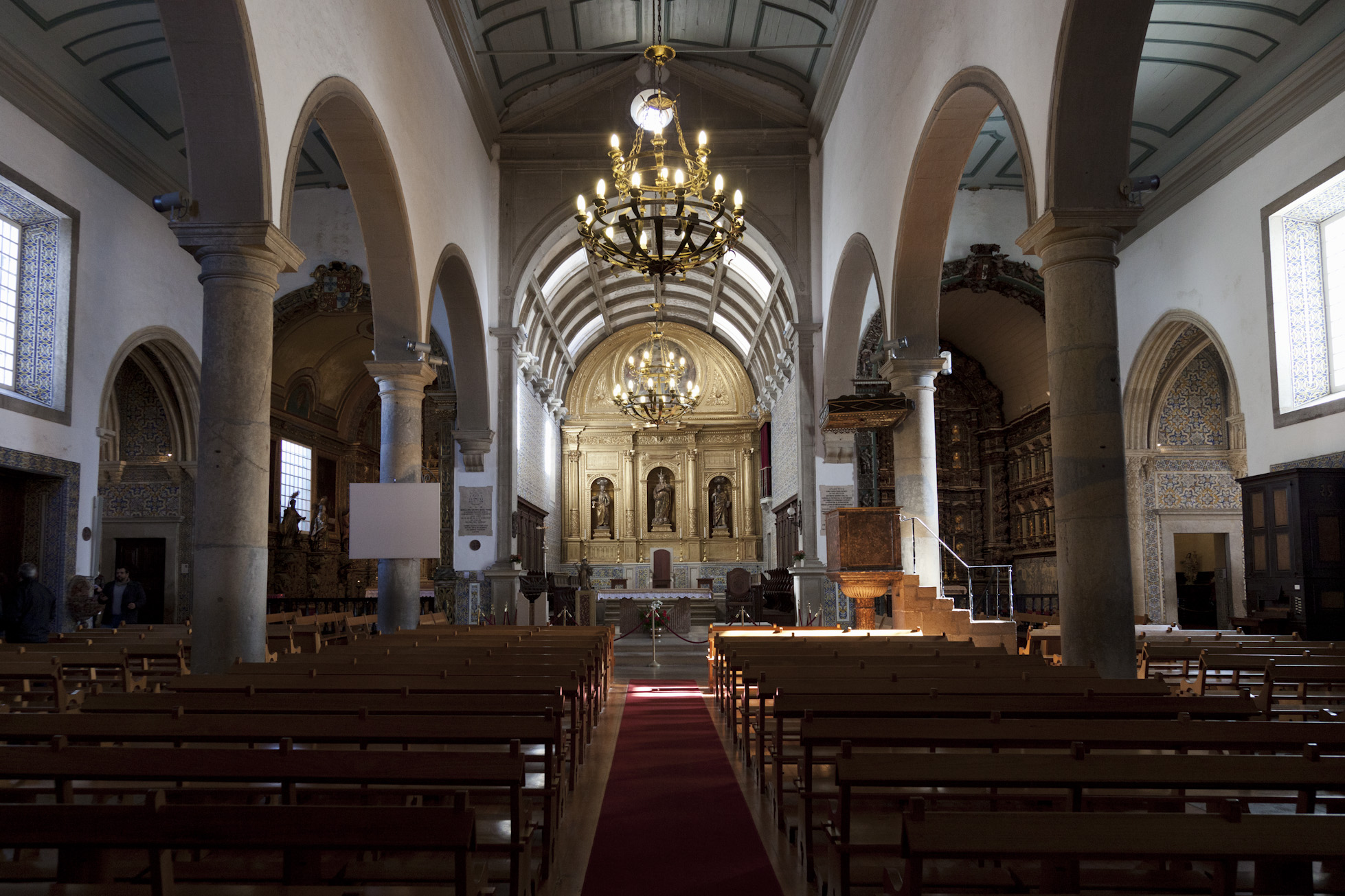
Interior
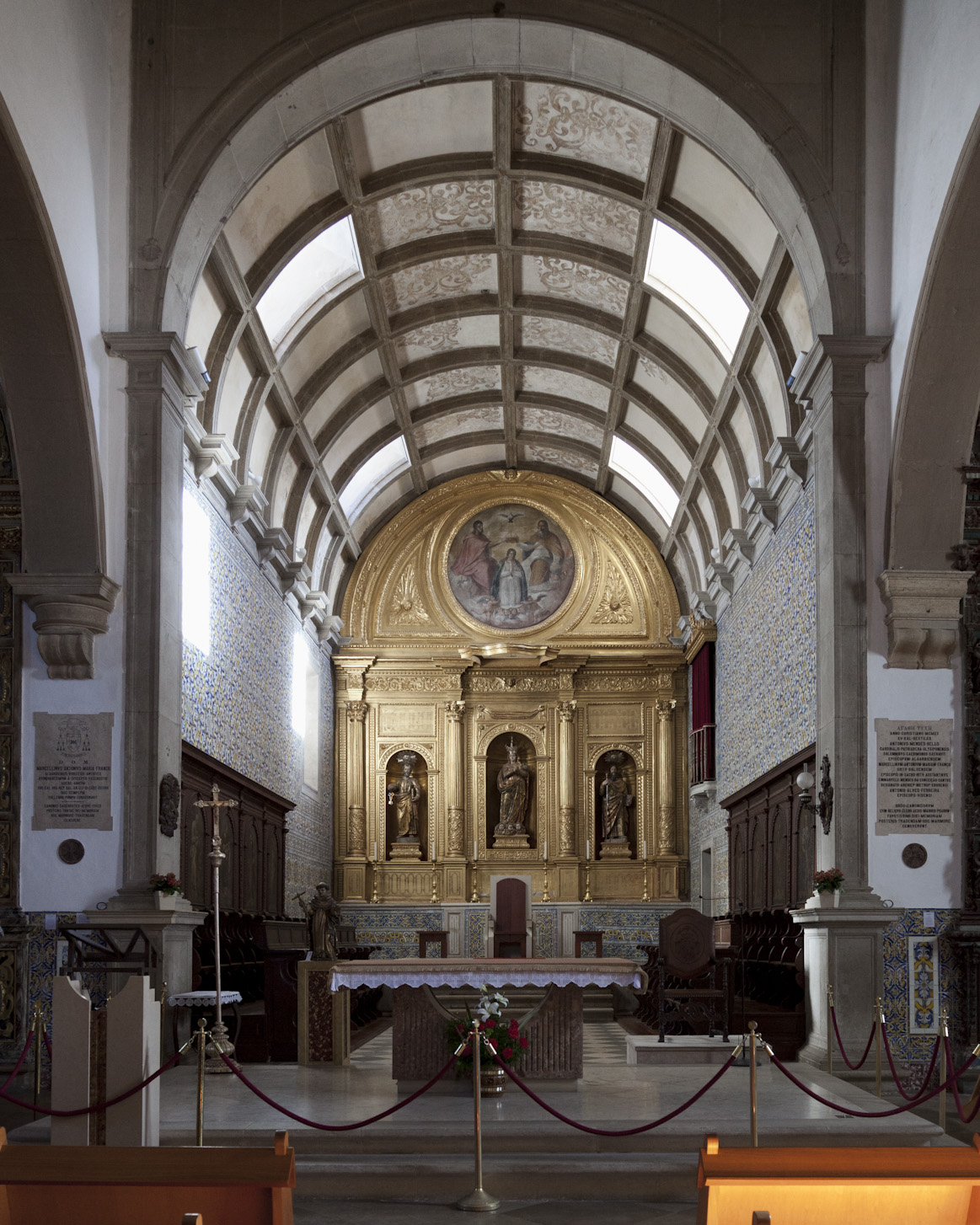
Capella major
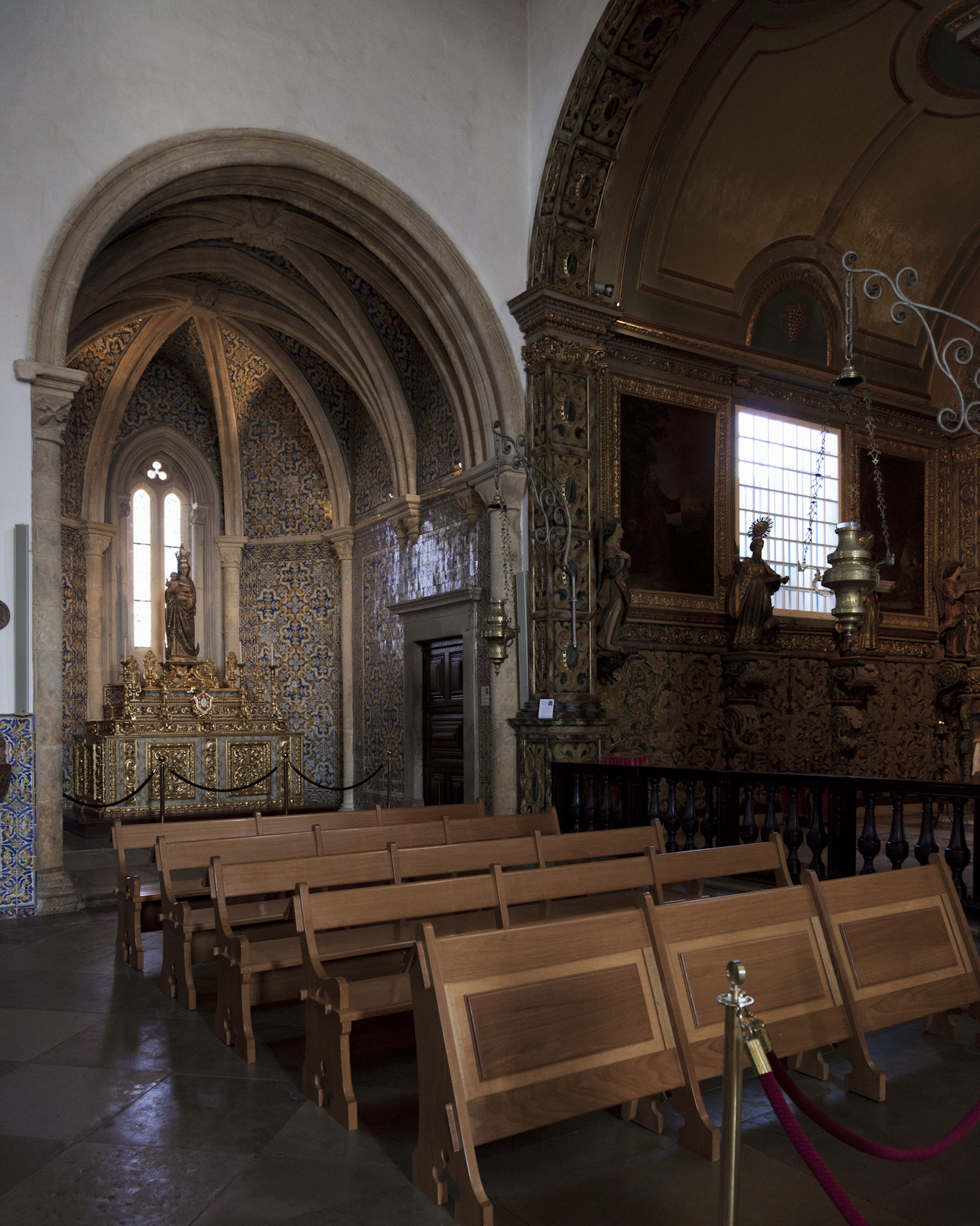
Capella gòtica (a l'esquerra)
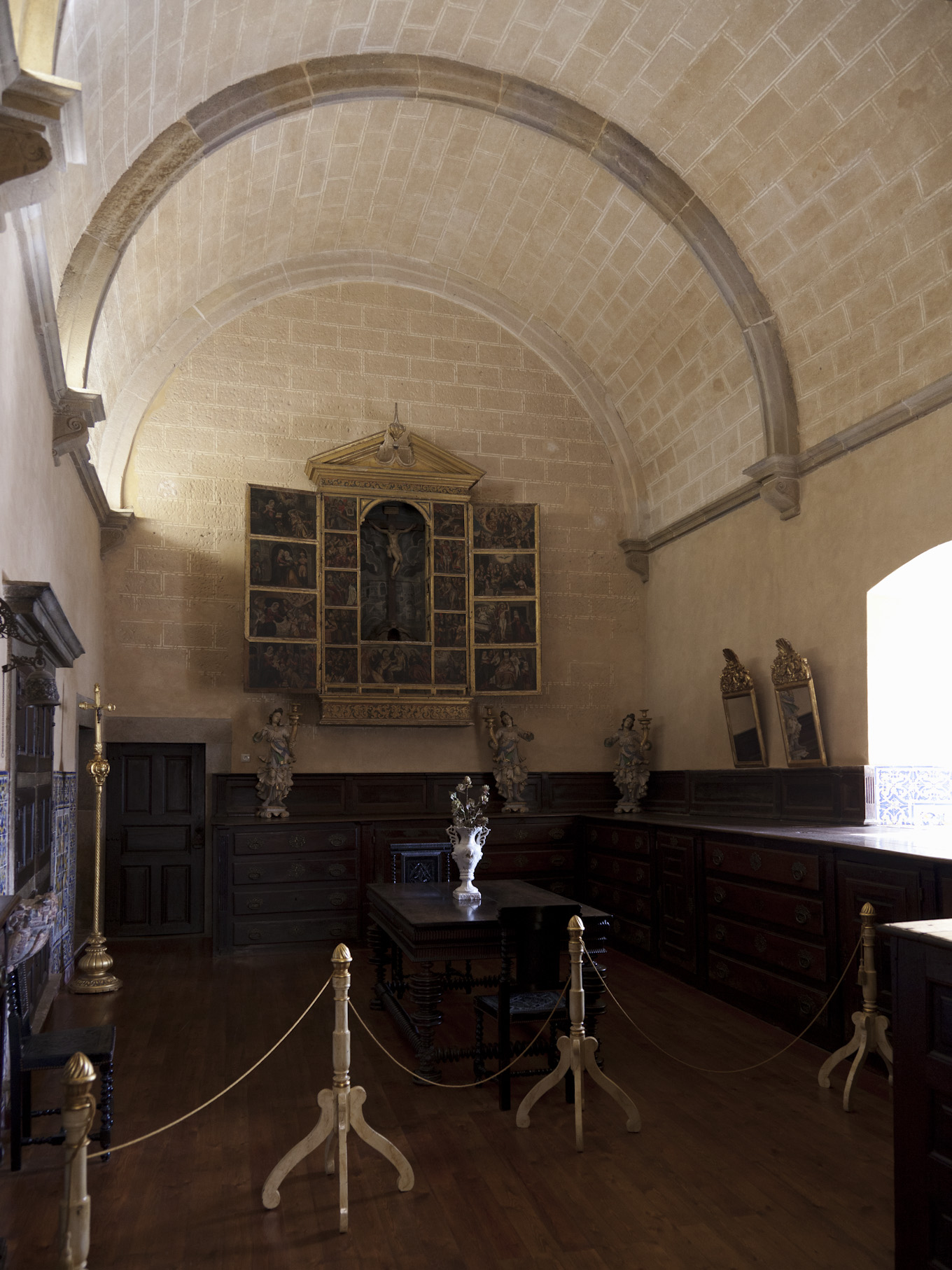
Sagristia
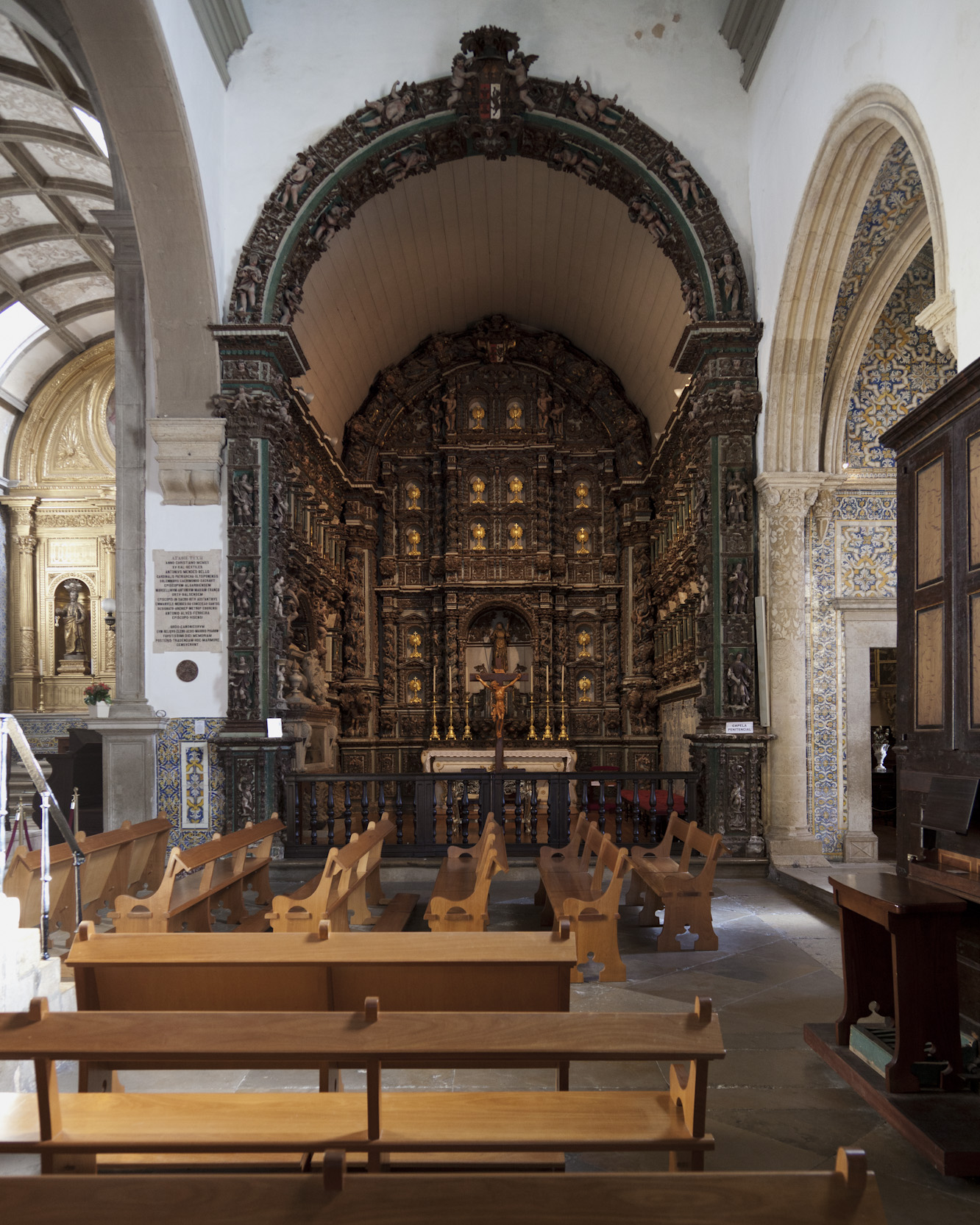
Capella Penitencial